# Hydraecia cypriaca
Hydraecia cypriaca är en fjärilsart som beskrevs av Jacob Hübner 1802. Hydraecia cypriaca ingår i släktet Hydraecia och familjen nattflyn. Inga underarter finns listade i Catalogue of Life.